# Fenniarail
Fenniarail Oy är en privatägd finländsk järnvägsoperatör, som sedan 2016 bedriver godstrafik i Finland.
Fenniarail hade 2025 en lokflotta på sex CZ Loko diesellok i Dr18-serien och ett Siemens Vectron-ellok, med två ytterligare Vectron-lok beställda.